# Theo Shall
Theo Shall (eigentlich William Benedict Urban Guldner; * 24. Februar 1894 in Metz; † 4. Oktober 1955 in Kleinmachnow) war ein deutscher Schauspieler.

## Leben und Wirken
Der Sohn des Polizeikommissars Johann Wilhelm Guldner und dessen Frau Maria Elisabeth, geb. Paetz, wuchs zweisprachig auf und diente im Ersten Weltkrieg bei der deutschen Artillerie. Deshalb wurde er nach Kriegsende, als Elsaß-Lothringen zu Frankreich kam, aus seiner Heimat ausgewiesen. Guldner nahm 1919 den Künstlernamen Theo Shall an und hatte 1920 seinen ersten Filmauftritt.
Ab 1921 stand er auf Berliner Bühnen, 1924 bis 1926 war er am Volkstheater in Wien engagiert. 1927 kam er an das Schauspielhaus Zürich, wo er als Schauspieler und Regisseur arbeitete.
Dazwischen erhielt er immer wieder Filmrollen. Von Mai 1930 bis Februar 1931 hielt er sich in Hollywood auf und wirkte in deutschen Versionen US-amerikanischer Filme mit. In Anna Christie übernahm er die männliche Hauptrolle als Partner von Greta Garbo.
Zurück in Deutschland war er Hauptdarsteller in Die Abenteurerin von Tunis. Von Oktober 1931 bis März 1932 ging er auf eine Theatertournee nach Zürich. 1932 spielte er in Paris und im August desselben Jahres in Australien. Im Juli 1934 wirkte er in zwei englischen Filmproduktionen mit. In Moon on the Yellow River agierte er in London am Haymarket Theatre.
Am 6. Dezember 1934 musste der staatenlose Shall Großbritannien wieder verlassen. Der Weltenbummler kehrte nach Deutschland zurück und gründete im März 1936 in Berlin das Internationale Theater, das auf fremdsprachige Stücke spezialisiert war.
Shall fungierte dort nicht nur als Regisseur, sondern wurde auch Künstlerischer Leiter und Regisseur des Kulturbundes der Englischen Bühne e. V., die im Januar 1939 auf Weisung des Propagandaministeriums geschlossen wurde. Shall musste sich auf die Mitwirkung als Nebendarsteller in einigen deutschen Filmen beschränken, wobei er auffällig oft gerade für politisch tendenziöse Produktionen als Darsteller von Engländern und Franzosen, aber auch Russen und Amerikanern vor die Kamera geholt wurde. Im Durchhaltefilm Kolberg spielte er den französischen General Loison, der durch den Widerstand der deutschen Stadt zur Verzweiflung gebracht wird.
Nach Kriegsende erhielt er ein Engagement am Deutschen Theater in Berlin und wirkte nun bei der DEFA in mehreren dezidiert prokommunistischen bzw. antiwestlichen Streifen mit, wobei er dem Ausländerfach treu blieb. Einen letzten größeren Auftritt hatte er im II. Teil des Thälmann-Films als französischer Kommunistenführer Marcel Cachin.
Theo Shall, der auf dem Sterbebett die Tänzerin Walheide Lüdecke geheiratet hatte, starb nach langer, schwerer Krankheit (Bronchialkarzinom) in seiner Wohnung in Kleinmachnow.

## Filmografie
- 1920: Die Hand des Würgers
- 1922: Der unheimliche Gast
- 1922: Das Auge des Toten
- 1924: Was ist Liebe…?
- 1925: Das Spielzeug von Paris
- 1928: Der Musikant von Lichtental
- 1928: Befehl zur Ehe
- 1930: Olympia
- 1930: Anna Christie
- 1930: Die große Fahrt
- 1931: Der Hochtourist
- 1931: Die Abenteurerin von Tunis
- 1932: Fünf von der Jazzband
- 1932: Brumes de Paris
- 1932: Rasputin
- 1934: Spring in the Air
- 1935: Ten Minute Alibi
- 1935: Kirschen in Nachbars Garten
- 1936: Die Entführung
- 1937: Sherlock Holmes
- 1937: Tango Notturno
- 1938: Pour le Mérite
- 1938: Der Tiger von Eschnapur
- 1939: Flucht ins Dunkel
- 1939: Kennwort Machin
- 1939/41: Kadetten
- 1940: Achtung! Feind hört mit!
- 1940: Die Rothschilds
- 1940: Liebesschule
- 1941: Blutsbrüderschaft
- 1941: Carl Peters
- 1941: Hauptsache glücklich
- 1942: GPU
- 1942: Geheimakte W.B. 1
- 1943: Titanic
- 1943/45: Kolberg
- 1951: Zugverkehr unregelmäßig
- 1952: Roman einer jungen Ehe
- 1952: Geheimakten Solvay
- 1953: Jacke wie Hose
- 1954: Stärker als die Nacht
- 1954: Der Fall Dr. Wagner
- 1954: Gefährliche Fracht
- 1955: Ernst Thälmann – Führer seiner Klasse
- 1955: Hotelboy Ed Martin
- 1955: Heimliche Ehen

## Hörspiele
- 1954: Johannes R. Becher: Die Winterschlacht – Regie: Hedda Zinner (Rundfunk der DDR)